# Colobothea centralis
Colobothea centralis är en skalbaggsart som beskrevs av Monné 1993. Colobothea centralis ingår i släktet Colobothea och familjen långhorningar. Inga underarter finns listade i Catalogue of Life.